# Ophiolebes retecta
Ophiolebes retecta är en ormstjärneart som först beskrevs av Jean Baptiste François René Koehler 1896.  Ophiolebes retecta ingår i släktet Ophiolebes och familjen knotterormstjärnor. Inga underarter finns listade i Catalogue of Life.